# 溧城街道
溧城街道，是中华人民共和国江苏省常州市溧阳市下辖的一个乡镇级行政单位，位于溧阳市东部，2020年由溧城镇改设而成。街道总面积51.52平方千米，户籍人口18.2万人，管理35个社区和10个行政村。

## 行政区划
2020年，以原溧城镇（除去上阁楼、大林、新联、黄墟4个村）的35个社区和10个村的区域设立溧城街道。

溧城街道下辖以下地区：
图塘社区、共联社区、庄家社区、钱家社区、唐家社区、三和社区、先进社区、奥体中心社区、景鸿社区、台港新村社区、锦汇社区、嘉丰社区、燕山南苑社区、五里亭社区、东华园社区、燕山社区、文化新村社区、甘露寺社区、清安集镇社区、清溪路社区、后街新村社区、码头街社区、平陵社区、县前街社区、大营巷社区、砻坊场社区、昆仑花园社区、北门社区、北郊社区、东门社区、东升社区、昆仑东苑社区、盛世华城社区、阳光城市社区、福阳社区、清安村、北水西村、南村村、马垫村、八字桥村、倪村庄、歌岐村、湾里村、罗庄村、长阳村。